# Geaya coxalis
Geaya coxalis is een hooiwagen uit de familie Sclerosomatidae.